# 19歳の純情
『19歳の純情』は2006年、韓国KBS（韓国放送公社）で放送された連続テレビドラマ。2010年9月9日からBS日テレで2話構成でされた。2012年の4月から9月までチバテレビで月曜日から金曜日まで毎日1話ずつ放送された(ただし高校野球の夏の予選放送時は休止)。

## 概要
このドラマは韓国のKBS朝の連続テレビ小説にあたり、国際結婚のため、中国東北地方からソウルに上京してきた19歳の朝鮮族の女性を主人公した作品。異郷の土地で苦境に立たされながらなおかつ、明るさを失わずに成長する主人公を『薯童謠（ソドンヨ）』、『王と私』、『花より男子』のク・ヘソン（具恵善）が演じ、これが彼女の初主演であり、2006年から2007年上半期、『朱蒙』、『噂のチル姫』、『白い巨塔』に次ぐ最高視聴率を獲得した。この作品はKBS演技大賞最優秀演技賞、新人演技賞、助演賞を受賞した。ドラマの終了を惜しむ声が殺到し、放送期間が延長された。

## 出演

### 重要人物
- ヤン・グックァ（クックァ、クッカ　梁菊花）：ク・ヘソン（具恵善）

主人公、中国延辺（ヨンビョン）の和竜（ファリョン）出身の朝鮮族の田舎娘。結婚するため、故郷を離れ船で韓国に渡ったが婚約者が事故死してしまい、失意のうちに帰国しようとしたが韓国に留まる決心をし、様々な職業のアルバイトで生活を支えてゆく。
- パク・ユヌ（朴允侯）：ソ・ジソク（徐芝釋）

大企業のUT（通信企業）の御曹司で職場では企画室長を務める。冷徹な人柄で部下から恐れられている。クックァとは、最悪の出会いをし彼女から『チッチッケ』（延辺の方言で「ドジョウ」の意味である）と呼ばれる。かつて失恋した体験から、他人(とくに女性)に対しては心を閉ざしている。
- ホン・ウギョン（洪羽慶）：イ・ミヌ（朝鮮語版）（李珉宇）

ユヌの部下で友人。グックァの婚約者の甥にあたる。実家が紳士服の仕立て屋で時々、手伝うことがある。グックァの真摯な人柄に心を打たれ、彼女を応援している。「模範的青年」とあだ名されるほどに品行方正で、困っている人を放っておけず正義感の強い青年。
- パク・ユンジョン（朴允貞）：イ・ユンジ（李允智）

ユヌの妹で勉強嫌いで3流大学卒業で遊びと買い物とファッションにしか興味を持たない。とある名家の子息と婚約が決まるも、相手は軽薄で冷淡な態度でいることに悩む。そんな中でウギョンと偶然の出会いを果たすが……。遊び仲間の間では、密かに「ダンムジ(たくあん)」と呼ばれている。(単純・無知・性悪、の頭文字を繋げたもの。)
- カン・シニョン（姜晨馨）：チュ・ソヨン（秋素英）[3]

UTに勤務している、ユヌの幼馴染。ユヌに片思いしており、パク家両親からの信頼も厚い。両親は既に亡く、弟が兵役に就いているため一人暮らし。

### ホン一家
- ホン・ボンナム：シン・グ（申久）

ホン一家の家長で紳士服職人（紳士服の仕立て屋の社長）。将来、跡を継ぐ息子を失い悲しみにくれるがそれを顔に出さずに仕事に励んでいる。
- ホン・ムング：カン・ナムギル（姜南吉）

ボンナムの長男、ウギョンの父。KORAIL（韓国鉄道公社）金村駅の駅長を務める。
- キム・オックム：キム・ミギョン（金美京）

ムングの妻でウギョンの母。元は家政婦であった事もあり、気難し屋の舅から未だ疎まれている。
- ホン・プング：カン・ソグ（康石雨）

ボンナムの次男、ウギョンの1人目の叔父。プロの歌手ではあるが無名。主婦相手の歌謡講座の講師や、キャバレーの舞台演奏で稼いでいる。離婚経験者で実家に居候する。
- ホン・ウスク：チェ・ジョンソン（趙貞麟）

ムングの長女でウギョンの妹。就活を控えた大学生。
- ホン・スング：孫鐘範

ボンナムの三男、クックァの婚約者でウギョンの2人目の叔父。生まれつき足が悪く実家の紳士服の仕立て屋の仕事をしていたが、2006年5月15日に交通事故で他界。
- ボック

ホン家の庭で飼われている愛犬。

### パク一家
- パク・ドングク：ハン・ジニ（韓振煕）

大企業のUT（通信企業）の会長でユヌとユンジョンの父。妻とは大恋愛の果てに結ばれたが、現在ではすれ違いの多い毎日。家庭内では当主として強権を振るうものの、職場では(ユヌと比較して)人情家であると評されている。
- ユン・ミョンヘ：ユン・ヨジョン（尹汝貞）

ドングクの妻でユヌとユンジョンの母。料理研究家（料理学院の院長）である。目下の関心は長男ユヌと次女ユンジョンの結婚について。ミョンヘ自身は家族想いな女性だが、利益や体面の問題が絡むと意志が揺らぐ傾向にあり、ドングクからは女狐と呼ばれてしまうことも。
- パク・ユンジ：ユン・ユソン（尹宥善）

ドングクの娘でユヌとユンジョンの姉。両親の反対を押しのけて夫グァンマンと結婚したことで、両親とは絶縁状態となる。
- コ・グァンマン：アン・ジョンフン（安政勳）

ユンジの夫。冴えない自動車販売の営業マンでパク夫妻（特に姑）には受け入れてもらえず、吃音（きつおん）になることがある。司法試験に7回落第し、生活のためにセールスの仕事をしているが低成績のリストラ候補であり、限界を感じている。唯一の癒しは、得意の手料理を振舞うなどして妻子の喜ぶ顔を見ること。
- コ・ナリ：

ユンジとグァンマンの一人娘。小学生。パク夫妻の初孫にあたる。

### その他
- コさん：イ・ハヌィ（李漢偉）

ボンナムの洋品店に雇われている従業員。独身男性。軽口を叩いてはボンナムに諫められる場面が多い。
- チェ・ヘスク：イ・ヘスク（李惠淑）

プングの歌謡教室に現れた妖艶な美女。裕福な出自ではあるが、事情あって小さな食堂を切り盛りしている。プングとボンナムから想いを寄せられるが、それと同時に、少女時代に浅からぬ因縁の関係であったオックムとの再会まで果たしてしまう。
- ペ・チュニ

プングの見合い相手。優秀な保険外交員。ふくよかな風貌や厚かましい性格でプングからは拒まれてしまうが、チュニはプングに惚れこんでしまう。小学生の息子がいる。

## スタッフ
- 脚本：ク・ヒョンスク（具賢淑）
- 演出：チョン・ソンヒョ（鄭成孝）、ファン・イニョク（黄仁赫）
- 主題歌：ク・ヘソン「愛の歌」

サントラにはLove ver.も収録されている。

## 受賞

### 2006年KBS演技大賞
- ク・ヘソン(ヤン・グックァ役) : 新人賞
- ソ・ジソク(パク・ユヌ役) : 新人賞
- イ・ユンジ(パク・ユンジョン役) : 新人賞
- イ・ハヌィ (コさん役) : 助演賞

## 参考資料
- ホームドラマチャンネルより